# Stadsbibliotheek van Vyborg
De Stadsbibliotheek van Vyborg (Fins: Viipurin kaupunginkirjasto) is de stadsbibliotheek van de Russische stad Vyborg ontworpen door architect Alvar Aalto. Aalto kreeg de opdracht nadat hij een architectuurcompetitie won in 1929. Hoewel zijn originele ontwerp meer traditioneel was en gebaseerd was op de Stadsbibliotheek van Stockholm van Gunnar Asplund, zag hij daar vanaf en bouwde hij een meer Functionalistisch gebouw. In 2014 onderging het een grondige renovatie waarmee het meerdere prijzen won.
- Library of Congress Control Number: nr95011917
- Nationale Bibliotheek van Israël: 987007599412905171
- Système universitaire de documentation: 050654950
- Virtual International Authority File: 204687575